# Saitis sengleti
Saitis sengleti là một loài nhện trong họ Salticidae.
Loài này thuộc chi Saitis. Saitis sengleti được Metzner miêu tả năm 1999.